# Pierre-Victor Dautel
Pierre-Victor Dautel, né le 19 septembre 1873 à Valenciennes et mort le 12 novembre 1951 à Ancenis, est un sculpteur et médailleur français.

## Biographie
Pierre-Victor Dautel est le quatrième des cinq enfants de Pierre Joseph Dautel (vers 1841-1906) et de Léocadie Lequime (1844-1880).
Il commence ses études  aux  Académies  de  Valenciennes, élève  de l'architecte Émile Dusart et du sculpteur Charles-Édouard Maugendre-Villers.
Admis à l'École nationale supérieure des beaux-arts de Paris, il est l'élève de Louis-Ernest Barrias (1845-1901) et Jules Coutan. Il reçoit le premier grand prix de Rome en 1902 et devient pensionnaire de la villa Médicis à Rome du 29 décembre 1902 au 31 décembre 1905. Membre du Salon des artistes français, il y obtient une médaille de 3e classe en 1907, une médaille de 2e classe en 1910, une médaille d'or en 1913 et une médaille d'honneur en 1927.
Il a été nommé chevalier de la Légion d'honneur en 1929. Il dessina le timbre du 4e centenaire de la naissance de Pierre de Ronsard (1524-1585) et fut essentiellement graveur en médaille et en pierre fine. En 1930, il est nommé Rosati d'honneur.
En juillet 1941, sous le régime de Vichy, il est nommé membre du comité d'organisation professionnelle des arts graphiques et plastiques.
Il meurt à Ancenis en 1951 et est inhumé à Valenciennes au cimetière Saint-Roch.
Un portrait de lui, à l'huile sur papier, par Lucien Jonas (1880-1947) est conservé au musée des beaux-arts de Valenciennes.

## Œuvres
- 1922 : médaille pour le Centenaire Bolloré[9].
- 1924 : médaille pour le 4e centenaire de la naissance de Pierre de Ronsard (1524-1585)[6].
- Monument aux morts d'Ancenis.

## Expositions
- Valenciennes, l'Aquarium, galerie de l'École des beaux-arts de Valenciennes, 19 septembre au 3 octobre 1998 : Les détails d'un art intime. Organisée par l'Association Art et recherche[10].
- Ancenis, exposition Coraboeuf et Dautel, du premier au 14 octobre 2012[11].